# جون فورد (لاعب كرة قدم أمريكية)
جون فورد (بالإنجليزية: John Ford)‏ هو لاعب كرة قدم أمريكية أمريكي، ولد في 31 يوليو 1966 في بل غليد في الولايات المتحدة.

## وصلات خارجية
- جون فورد على موقع مرجع كرة القدم المحترفة.كوم (الإنجليزية)